# 30e cérémonie des British Academy Film Awards
Pour la cérémonie des BAFTAs récompensant la télévision, voir la 24e cérémonie des British Academy Television Awards.
La 30e cérémonie des British Academy Film Awards, organisée par la British Academy of Film and Television Arts, s'est déroulée en 1977 et a récompensé les films sortis en 1976.

## Palmarès

### Meilleur film
- Vol au-dessus d'un nid de coucou (One Flew Over the Cuckoo's Nest)
  - Bugsy Malone
  - Les Hommes du président (All the President's Men)
  - Taxi Driver

### Meilleur réalisateur
- Miloš Forman pour Vol au-dessus d'un nid de coucou (One Flew Over the Cuckoo's Nest)
  - Alan Parker pour Bugsy Malone
  - Alan J. Pakula pour Les Hommes du président (All the President's Men)
  - Martin Scorsese pour Taxi Driver

### Meilleur acteur
- Jack Nicholson pour le rôle de Randle Patrick McMurphy dans Vol au-dessus d'un nid de coucou (One Flew Over the Cuckoo's Nest)
  - Dustin Hoffman pour le rôle de Carl Bernstein dans Les Hommes du président (All the President's Men)
  - Dustin Hoffman pour le rôle de Thomas Babington Levy dans Marathon Man
  - Robert De Niro pour le rôle de Travis Bickle dans Taxi Driver
  - Walter Matthau pour le rôle de Morris Buttermaker dans La Chouette Équipe (The Bad News Bears)
  - Walter Matthau pour le rôle de Willy Clark dans The Sunshine Boys

### Meilleure actrice
- Louise Fletcher pour le rôle de l'infirmière Mildred Ratched dans Vol au-dessus d'un nid de coucou (One Flew Over the Cuckoo's Nest)
  - Liv Ullmann pour le rôle du Dr Jenny Isaksson dans Face à face (Ansikte mot ansikte)
  - Lauren Bacall pour le rôle de Bond Rogers dans Le Dernier des géants (The Shootist)
  - Rita Moreno pour le rôle de Googie Gomez dans The Ritz

### Meilleur acteur dans un second rôle
- Brad Dourif pour le rôle de Billy Bibbit dans Vol au-dessus d'un nid de coucou (One Flew Over the Cuckoo's Nest)
  - Michael Hordern pour le rôle du roi dans The Slipper and the Rose
  - Jason Robards pour le rôle de Benjamin Bradlee dans Les Hommes du président (All the President's Men)
  - Martin Balsam pour le rôle d'Harold Longman dans Les Hommes du président (All the President's Men)

### Meilleure actrice dans un second rôle
(ex æquo)
- Jodie Foster pour le rôle de Tallulah dans Bugsy Malone
- Jodie Foster pour le rôle d'Iris Steensma dans Taxi Driver
  - Annette Crosbie pour le rôle de la bonne fée dans The Slipper and the Rose
  - Billie Whitelaw pour le rôle de Mme Baylock dans La Malédiction (The Omen)
  - Vivien Merchant pour le rôle de Ruth dans The Homecoming

### Meilleur scénario
- Bugsy Malone – Alan Parker
  - Vol au-dessus d'un nid de coucou (One Flew Over the Cuckoo's Nest) – Lawrence Hauben ; Bo Goldman
  - Les Hommes du président (All the President's Men) – William Goldman
  - The Sunshine Boys – Neil Simon

### Meilleure direction artistique
- Bugsy Malone – Geoffrey Kirkland
  - King Kong – Mario Chiari et Dale Hennesy
  - The Slipper and the Rose – Ray Simm
  - Les Hommes du président (All the President's Men) – George Jenkins

### Meilleurs costumes
- La Marquise d'O... (Die Marquise von O...)
  - Pique-nique à Hanging Rock (Picnic at Hanging Rock)
  - The Slipper and the Rose
  - Bugsy Malone

### Meilleure photographie
- Pique-nique à Hanging Rock (Picnic at Hanging Rock) – Russell Boyd
  - Le Tigre du ciel (Aces High) – Gerry Fisher et Peter Allwork
  - Les Hommes du président (All the President's Men) – Gordon Willis
  - Vol au-dessus d'un nid de coucou (One Flew Over the Cuckoo's Nest) – Haskell Wexler, Bill Butler et William A. Fraker

### Meilleur montage
- Vol au-dessus d'un nid de coucou (One Flew Over the Cuckoo's Nest) – Richard Chew, Lynzee Klingman et Sheldon Kahn (en)
  - Marathon Man – Jim Clark
  - Taxi Driver – Marcia Lucas, Tom Rolf et Melvin Shapiro
  - Les Hommes du président (All the President's Men) – Robert L. Wolfe (en)

### Meilleur son
- Bugsy Malone
  - Vol au-dessus d'un nid de coucou (One Flew Over the Cuckoo's Nest)
  - Les Hommes du président (All the President's Men)
  - Pique-nique à Hanging Rock (Picnic at Hanging Rock)

### Meilleure musique de film
Anthony Asquith Award.
- Taxi Driver – Bernard Herrmann
  - The Slipper and the Rose (The Slipper and the Rose: The Story of Cinderella) – Richard M. Sherman et Robert B. Sherman
  - Bugsy Malone – Paul Williams
  - Vol au-dessus d'un nid de coucou (One Flew Over the Cuckoo's Nest) – Jack Nitzsche

### Meilleur film documentaire
Flaherty Documentary Award.
- Los Canadienses – Albert Kish (en)
  - White Rock – Tony Maylam

### Meilleur court-métrage
Meilleur court-métrage basé sur des faits
- The End of the Road – John Armstrong
  - Energy in Perspective – Peter De Normanville
  - The Speed Sailors – John Spencer

Meilleur court-métrage de fiction
Aucune récompense

### Meilleur film spécialisé
- Hydraulics – Anthony Searle
  - Let's Sleep on it – Christopher Ralling
  - For the Want of a Nail – Joe Mendoza
  - Slender Chance – Michael Crosfield
  - Proteins – Lawrence Crabb

### Meilleur nouveau venu dans un rôle principal
- Jodie Foster pour les rôles de Tallulah dans Bugsy Malone et d'Iris Steensma dans Taxi Driver

### Fellowship Award
Prix d'honneur de la BAFTA, récompense la réussite dans les différentes formes du cinéma.
- Denis Forman

## Récompenses et nominations multiples

### Nominations multiples
Films
 10  : Vol au-dessus d'un nid de coucou, Les Hommes du président
 9  : Bugsy Malone
 7  : Taxi Driver
 5  : The Slipper and the Rose
 3  : Pique-nique à Hanging Rock
 2  : Marathon Man, The Sunshine Boys
Personnalités
 3  : Jodie Foster
 2  : Alan Parker, Dustin Hoffman et Walter Matthau

### Récompenses multiples
Légende : Nombre de récompenses/Nombre de nominations
Films
 6 / 10  : Vol au-dessus d'un nid de coucou
 5 / 9  : Bugsy Malone
 3 / 7  : Taxi Driver
Personnalités
 3 / 3  : Jodie Foster

### Les grands perdants
0 / 10  : Les Hommes du président
 0 / 5  : The Slipper and the Rose